# أندريشيني
أندريشيني هي قرية تقع في إقليم ياش في رومانيا وبلغ عد سكانها 4435 نسمة في عام 2002م.